# 보이만스 판뵈닝언 미술관
보이만스 판뵈닝언 미술관(네덜란드어: Museum Boijmans Van Beuningen)은 네덜란드 로테르담에 있는 미술관이다. 박물관 공원 내에 있으며, 쿤스타할, 로테르담 자연사 박물관과 인접하고 있다. 1849년에 설립되었다.

## 같이 보기
- 가장 큰 미술관 목록